# André Giroux (illustrateur)
Pour les articles homonymes, voir André Giroux (homonymie) et Giroux.
André Giroux, né le 16 octobre 1895 à Châteauneuf-sur-Loire dans le Loiret et mort le 28 septembre 1965 à Clémont dans le Cher, est un illustrateur français.

## Biographie
Il a notamment illustré des livres de cuisine dont 20 plats qui donnent la goutte d'Edouard de Pomiane (éditions Paul-Martial / Laboratoires Midy - 1935) et Le carnet d'Anna du même Pomiane (Laboratoires Zizine - 1938)